# Bodenklimazahl
Die Bodenklimazahl ist eine statistische Zahl im Rahmen der Bodenschätzung zur Einheitswertberechnung bei landwirtschaftlichen Betrieben in Österreich. Sie soll die Ertragsfähigkeit eines landwirtschaftlich genutzten Grundstücks darstellen.
Die Bodenklimazahl eines Grundstücks ist eine Verhältniszahl zwischen 1 und 100 und drückt die natürliche Ertragsfähigkeit einer landwirtschaftlich genutzten Bodenfläche im Verhältnis zum ertragsfähigsten Boden Österreichs aus. Die Wertzahl 100 entspricht somit den ertragsfähigsten Böden. Einflussfaktoren sind Bodenbeschaffenheit, Geländegestaltung, klimatische Verhältnisse und Wasserverhältnisse. Der Wert errechnet sich, indem die Summe der Ertragsmesszahlen (Berechnung aus Bodenfläche, Acker- und Grünlandzahl)  aller Grundstücke durch die geschätzte Fläche in Ar geteilt wird.
Das örtliche Finanzamt ist für die Durchführung der Bodenschätzung zuständig, deren Ergebnis ist die Bodenklimazahl. Sie wird etwa alle 20 Jahre durch Entnahme von Bodenproben und Vergleich mit „Bundes- bzw. Landesmusterstücken“ überprüft.
In Deutschland heißt die entsprechende Zahl, welche ähnlich errechnet wird, Bodenwertzahl.
Der Begriff Bodenklimazahl (BKZ) wird im Bereich der Geografie auch in Deutschland verwendet.